# 清原国賢
清原 国賢（きよはら の くにかた、天文13年（1544年） - 慶長19年12月18日（1615年1月17日））は、戦国時代から江戸時代初期にかけての公卿・儒学者。清原枝賢の子。清原マリアの兄。子に舟橋秀賢。
天文18年（1549年）に主水正・大炊頭に任ぜられ、天正3年（1575年）に従五位上に叙せられる。慶長6年（1601年）に大蔵卿に任ぜられ、慶長12年（1607年）に従三位に叙せられて同年出家、春松院と称する。
当時、明経道の清原家と唯一神道の吉田家は養子縁組や婚姻関係によって密接な関係にあり、国賢も神道に深く関心を持った。特に国賢による慶長勅版(後陽成天皇勅命)『日本書紀』神代巻の跋文は名文として知られた。また、儒学者としては周易に関する著作があった。

## 系譜
- 父：清原枝賢（1520-1590）
- 母：不詳
- 妻：不詳
  - 男子：舟橋秀賢